# Міст Конституції

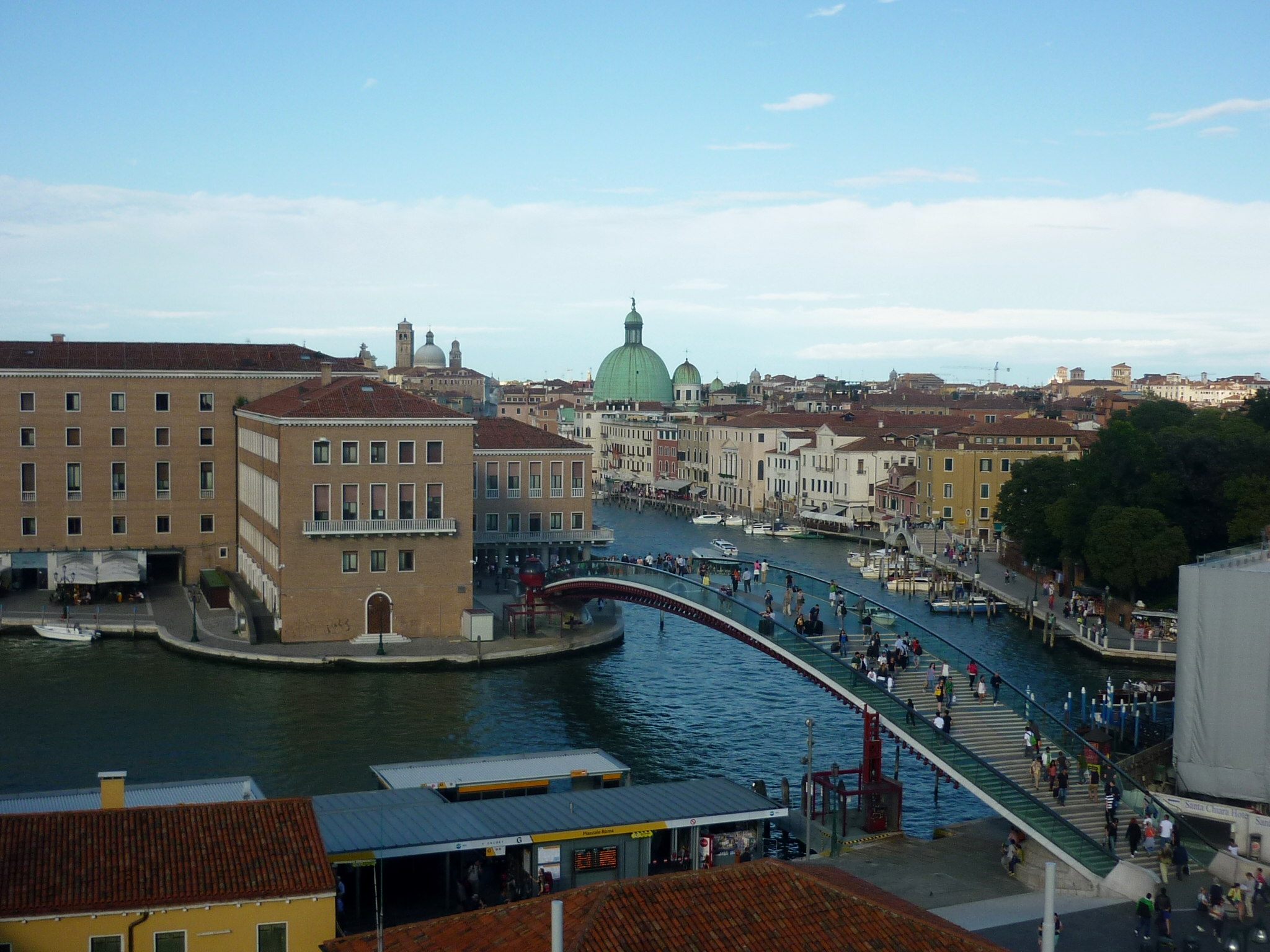
Міст Конституції

Міст Калатрава (італ. Ponte della Costituzione) — четвертий міст над Гранд-каналом у Венеції (Італія). Спроєктований Сантьяго Калатрава і переміщений на місце (поєднує венеційську залізничну станцію Санта Лючія з автомобільним парком на острові Трончетто) у 2007, всупереч протестам місцевих жителів.
Міст був урочисто відкритий 11 вересня 2008.